# Cantone di Rebais
Il Cantone di Rebais era una divisione amministrativa dell'arrondissement di Provins. Fino al 2005 ha fatto parte dell'arrondissement di Meaux.
È stato soppresso a seguito della riforma complessiva dei cantoni del 2014, che è entrata in vigore con le elezioni dipartimentali del 2015.
Comprendeva i comuni di:
- Bellot
- Boitron
- Chauffry
- Doue
- Hondevilliers
- Montdauphin
- Montenils
- Orly-sur-Morin
- Rebais
- Sablonnières
- Saint-Cyr-sur-Morin
- Saint-Denis-lès-Rebais
- Saint-Germain-sous-Doue
- Saint-Léger
- Saint-Ouen-sur-Morin
- La Trétoire
- Verdelot
- Villeneuve-sur-Bellot